# Breitenfeld am Tannenriegel
Breitenfeld am Tannenriegel ist ein Dorf und eine Ortschaft der Marktgemeinde Schwarzautal im Bezirk Leibnitz in der Steiermark. Die zugehörige Katastralgemeinde trägt den Namen Breitenfeld.
Breitenfeld am Tannenriegel war bis 2014 eine eigenständige Gemeinde, wurde jedoch im Rahmen der Gemeindestrukturreform in der Steiermark am 1. Jänner 2015 mit den Gemeinden Wolfsberg im Schwarzautal, Hainsdorf im Schwarzautal, Mitterlabill und Schwarzau im Schwarzautal zusammengeschlossen. Die neu gebildete Gemeinde führt nun den Namen Schwarzautal. Grundlage dafür war ein gemeinsamer Antrag dieser Gemeinden.

## Geografie
Die Ortschaft liegt im Bezirk Leibnitz im österreichischen Bundesland Steiermark und besteht aus einer einzigen Katastralgemeinde.

## Geschichte
Die Ortsgemeinde als autonome Körperschaft entstand 1850. Nach der Annexion Österreichs 1938 kam die Gemeinde zum Reichsgau Steiermark, von 1945 bis 1955 war sie Teil der britischen Besatzungszone in Österreich.

## Politik

### Bürgermeister
Der letzte Bürgermeister war bis 31. Dezember 2014 Franz Hackl (ÖVP).

### Gemeinderat
Der Gemeinderat wurde durch die Zusammenlegung zur Gemeinde Schwarzautal mit 31. Dezember 2014 aufgelöst. Nach dem Ergebnis der Gemeinderatswahl 2010 belegte die ÖVP alle neun Mandate. Andere Parteien traten nicht zur Wahl an.

### Wappen
Die Verleihung des Gemeindewappens erfolgte mit Wirkung vom 1. Juni 2006.
Blasonierung (Wappenbeschreibung):
Unter von Gold zu Schwarz gespaltenem Schildhaupt in von Schwarz zu Gold gespaltenem Feld zwei Tannen, farbverwechselt aus einem ebensolchen Berg im Schildfuß wachsend.

## Persönlichkeiten

### Ehrenbürger
- 1984 Josef Krainer (1930–2016), Landeshauptmann